# Polygala gondarensis
Polygala gondarensis är en jungfrulinsväxtart som beskrevs av Emilio Chiovenda. Polygala gondarensis ingår i släktet jungfrulinssläktet, och familjen jungfrulinsväxter. Inga underarter finns listade i Catalogue of Life.